# Seedorf (legerplaats)

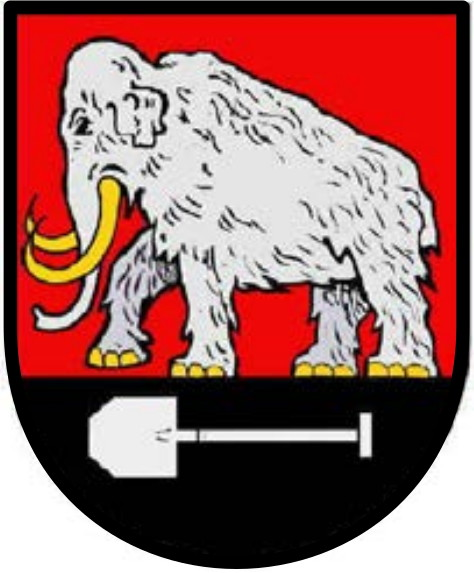
Dorpswapen van Seedorf Nedersaksen

Seedorf is een voormalige legerplaats (ook wel als kazerne geduid) van het Nederlandse leger in Duitsland van 1963 tot in 2006.
Legerplaats Seedorf, inmiddels weer in Duitse handen, is gelegen tussen Bremen en Hamburg in de deelstaat Nedersaksen, en vernoemd naar het dorpje Seedorf even ten noorden van de kazerne.

## Ontstaan
Aan het einde van de jaren 50 van de 20e eeuw werd door de NAVO de nadruk gelegd op de zogenaamde forward defense; hierbij werd de NAVO eerstelijns verdedigingslinie van de rivieren Rijn en IJssel in Nederland een paar honderd kilometer naar het oosten opgeschoven naar de rivier de Wezer in Duitsland. Daarom werd de Nederlandse regering vanuit de NAVO onder druk gezet om permanent eenheden te legeren in Noord-Duitsland, het liefst ter grootte van een complete divisie.
De verschuiving bezorgde de landmacht een groot tactisch en logistiek probleem. De 1e en 4e divisie (de 2 parate Nederlandse landmachtdivisies) lagen immers in Nederland en veel te ver van hun oorlogsposities. In crisistijd moesten ze zich dan eerst over de weg naar het oosten verplaatsen, een riskante operatie die bovendien veel tijd zou kosten, en daarna pas hun posities innemen. De periode van crisis rond Berlijn van 1958-1961 benadrukten dit zwakke punt extra. 
Daarom sloten de Nederlandse en Duitse overheid in 1962 een overeenkomst. Hierbij werd besloten dat de Duitse legerplaats Seedorf aan een Nederlandse eenheid beschikbaar zou worden gesteld en dat de Nederlandse legerplaats Budel aan een Duitse eenheid beschikbaar zou worden gesteld.

## Operationele vulling
In Budel werd in 1963 een opleidingseenheid van de Luftwaffe gelegerd; het 1e Luftwaffe Ausbildungsregiment 1. In eerste instantie was hiertegen nogal wat bezwaar gemaakt maar door het tactvolle gedrag van de Duitse militairen werden deze al snel geaccepteerd. Bij het jubileum ter ere van het 25-jarig verblijf in 1988 werd de legerplaats Budel omgedoopt in de Nassau-Dietzkazerne.
In Seedorf werd in 1963 een begin gemaakt met de Nederlandse legering. De 41e pantserbrigade zou hier het grootste deel van zijn eenheden ontplooien. De grootste hiervan waren
- 41 geniebataljon;
- 41 Brigade Staf en stafverzorgingcie
- 41 pantsergeniecompagnie;

- 103 verkenningsbataljon, Regiment Huzaren van Boreel;
- 42 pantserinfanteriebatajon (Limburgse Jagers);
- 41 Tankbataljon, Regiment Huzaren Prins Alexander werd in de nabijgelegen legerplaats Hohne gelegerd (bij Bergen);
- 41 afdeling veldartillerie werd in 1966 in Seedorf gelegerd;
- 43 Tankbataljon, Regiment Huzaren van Sytzama werd in 1973 in het nabijgelegen Langemannshof (aan de rand van het oefen- en schietterrein Bergen) gelegerd;
- 41 pantserluchtdoelartilleriebatterij was de laatste eenheid die in 1978 in het nabijgelegen Langemannshof werd gelegerd.
- 41 zelfstandige verkennings eskadron, Regiment Huzaren van Boreel.

Naast deze gevechts- en gevechtsondersteunende eenheden waren ook de noodzakelijke steunende eenheden op Seedorf ondergebracht, te weten
- 41 Geneeskundige compagnie;
- 41 Herstelcompagnie;
- 41 Bevoorradingscompagnie.
- 840 zwaar transport compagnie
- 41 brigade Marrechaussee

De militairen hadden de keuze om op de kazerne inwonend te worden of met hun gezin in het nabijgelegen stadje Zeven te wonen. De dienstplichtigen waren vanwege de korte verblijfsduur inwonend op de kazerne. Vele (onder)officieren namen hun gezin mee en er bestonden militaire woonwijken, een Nederlandse lagere school (Oranje Nassau School) en een middelbare school (Prins Willem Alexander School). Ook het eigen clubhuis Hollandhuis vervulde een belangrijke sociale rol. Daarnaast was er de winkel voor belastingvrije artikelen en de eigen supermarkt. Vele sociale verenigingen functioneerden hier (o.a. de eigen manegeclub, een motor- en zweefvliegclub, een paraclub en een duikschool Bad Bederkesa).

## Buitendienststelling en vertrek
Na 1990 maakten de Duitse hereniging en het vertrek van de Russische soldaten uit Oost-Duitsland alle militaire plannen en concepten uit de Koude Oorlog achterhaald.
- In 1992 werd 41 pantserbrigade verkleind en omgevormd tot 41 lichte brigade; tevens ging 43 tankbataljon uit de brigade en werd de legerplaats Langemannshof aan de Duitsers teruggegeven.
- In 1994 vertrok 41 tankbataljon uit de legerplaats Hohne.
- In 1998 werd 41 lichte brigade nog meer verkleind en omgevormd tot de 41 gemechaniseerde brigade
- In 2006 volgde de totale sluiting van de legerplaats Seedorf en werd de kazerne weer aan de Duitsers overgedragen.

In de legerplaats Budel werd de Nassau-Dietzkazerne in juni 2005 door de Duitse strijdkrachten ontruimd en weer teruggegeven. 